# Rebecca (pel·lícula de 2020)
Rebecca és un thriller romàntic el Regne Unit dirigit per Ben Wheatley amb guió de Jane Goldman, Joe Shrapnel i Anna Waterhouse. Està basada en la novel·la del mateix nom de 1938 de Daphne du Maurier. Hi actuen Lily James, Armie Hammer, Kristin Scott Thomas, Tom Goodman-Hill, Keeley Hawes, Sam Riley i Ann Dowd.
Es va estrenar a Netflix el 21 d'octubre de 2020.

## Premissa
Una dona jove casada recentment es troba lluitant contra l'ombra de la difunta primera esposa del seu marit, la misteriosa Rebecca.

## Repartiment
- Lily James com a Sra. de Winter
- Armie Hammer com a Maxim de Winter
- Kristin Scott Thomas com a Sra. Danvers
- Tom Goodman-Hill com a Frank Crawley
- Keeley Hawes com a Beatrice Lacy
- Sam Riley com a Jack Favell
- Ann Dowd com a Sra. Van Hopper
- Ben Crompton
- Mark Lewis Jones com a inspector Welch
- Jane Lapotaire com a l'àvia
- Ashleigh Reynolds com a Robert